# Apterostigma affinis
Apterostigma affinis är en myrart som beskrevs av Santschi 1922. Apterostigma affinis ingår i släktet Apterostigma och familjen myror. Inga underarter finns listade.